# 金城坊东街
39°54′54″N 116°21′46″E / 39.9149417°N 116.362849°E
金城坊东街，是位于北京市西城区中部的一条道路。

## 简介
金城坊东街于2000年代建成。其原址为机织卫胡同。机织卫胡同为东西走向，东到太平桥大街，西到真武胡同。全长278米，平均宽4米。明朝称济州卫胡同，或者济州卫新房，因为卫戍京师的济州卫署在这里而得名。清朝讹为机织卫胡同，又称集祉街。机织卫胡同1990年代到2000年代拆除。